# Tonio Cortecero
Tonio Cortecero (Cartagena, Colombia, 16 de agosto de 1997) es un futbolista profesional colombiano. Juega como delantero o extremo y su último equipo fue el Real Cartagena.

## Trayectoria

### Real Cartagena
Comenzó su carrera deportiva en el año 2012 jugando con Real Cartagena desde muy joven, el cual adquirió sus derechos deportivos después de tener una notable actuación en el Campeonato Selecciones Juvenil (Colombia). Donde se destacó en varios torneos y Campeonatos Nacionales Juveniles, siendo goleador en todas las categorías menores.

### Club Almirante Brown
En 2016 es confirmado como nuevo jugador del Club Almirante Brown que milita en la Primera B de Argentina. En su primer semestre dejó grandes sensaciones y también lograría marcar su primer gol como profesional.

### Club Deportivo Guabirá
En junio de 2016 es nuevo jugador del Club Deportivo Guabirá, donde marcó 7 goles en el semestre que jugo.

## Clubes
| Club            | País      | Temporadas  |
| --------------- | --------- | ----------- |
| Real Cartagena  | Colombia  | 2012 - 2015 |
| Almirante Brown | Argentina | 2016        |
| Guabirá         | Bolivia   | 2016–2017   |